# Armilla (Grenada)
Armilla – gmina w Hiszpanii, w prowincji Grenada, w Andaluzji, o powierzchni 4,42 km². W 2011 roku gmina liczyła 22 507 mieszkańców. Największy zarejestrowany wzrost populacji nastąpił w XX wieku.